# 伍潔鏇
伍潔鏇（英語：Katherine Ng Kit-shuen，1974年—），前任香港財經事務及庫務局政治助理。

## 簡歷
伍潔鏇在新加坡出生，並擁有新加坡國籍，3歲時回流香港，是創辦八珍甜醋的伍偉森家族第三代成員，父親為現任八珍國際有限公司董事總經理伍錦康。
伍潔鏇在英國劍橋大學法律學士，並取得倫敦法律學院法律實務文憑證書，及後成為劍橋大學文學法律碩士。她先後於1998年及1999年取得英國及香港的律師資格。
伍潔鏇曾於倫敦及香港的年利達律師事務所任職，2005年轉到香港美林證券任法律部總監。另一方面，她也曾於2005年香港行政長官選舉及2007年香港行政長官選舉為曾蔭權擔任監察主任。
2013年加入香港交易及結算所有限公司，現為上市科首席營運總監兼政策及秘書服務主管。
2018年12月起出任香港證券及投資學會主席。她現為團結香港基金顧問、世界自然（香港）基金會董事會成員、政策研究組織Aspen Institute的會員及金融學院會員。